# Prutul de Jos
Naukowy rezerwat przyrody „Prutul de Jos” (Dolny Prut) – obszar chroniony na południu Republiki Mołdawii w rejonie Kaguł o obszarze 1691 ha. Rezerwat naukowy (rum. rezervația științifică) powołano w celu ochrony jez. Beleu i łąk zalewowych nad dolnym Prutem 12 km od ujścia do Dunaju. 
Jest to obszar wyróżniający się w kraju bogactwem awifauny, doliczono się 168 gatunków ptaków, w tym 50 gniazdujących, 33 rzadkich i 12 zagrożonych wyginięciem. Jezioro Beleu osiąga głębokość 2,5 m i stanowiło część ujściowego odcinka Dunaju około 6 tysięcy lat temu. Rezerwat stanowi część obszaru wodno-błotnego o znaczeniu międzynarodowym „Jeziora Dolnego Prutu”. Trwają starania o włączenie rezerwatu w skład nieodległego Rezerwatu Biosfery Delta Dunaju. Obszar graniczy z rumuńskim parkiem przyrodniczym Lunca Joasă a Prutului Inferior.